# Buffonellaria indistincta
Buffonellaria indistincta är en mossdjursart som först beskrevs av Canu och Bassler 1929.  Buffonellaria indistincta ingår i släktet Buffonellaria och familjen Celleporidae. Inga underarter finns listade i Catalogue of Life.